# Yunnanilus longidorsalis
Yunnanilus longidorsalis är en fiskart som beskrevs av Li, Tao och Lu 2000. Yunnanilus longidorsalis ingår i släktet Yunnanilus och familjen grönlingsfiskar. Inga underarter finns listade i Catalogue of Life.